# Saw Creek
Saw Creek es un lugar designado por el censo ubicado en el condado de Pike, Pensilvania, Estados Unidos. Según el censo de 2020, tiene una población de 4118 habitantes.
En los Estados Unidos, un lugar designado por el censo (traducción literal de la frase en inglés census-designated place, CDP) es una concentración de población identificada por la Oficina del Censo de los Estados Unidos exclusivamente para fines estadísticos.
En este caso se trata de una comunidad de residencias privada.

## Geografía
Está ubicado en las coordenadas 41°7′10″N 75°2′47″O / 41.11944, -75.04639. Según la Oficina del Censo de los Estados Unidos, tiene una superficie total de 8.31 km², de la cual 8.25 km² corresponden a tierra firme y 0.06 km² son agua.

## Demografía
Según el censo de 2020, hay 4118 personas residiendo en la zona. La densidad de población es de 499.15 hab./km². El 47.7% de los habitantes son blancos, el 25.5% son afroamericanos, el 0.4% son amerindios, el 3.5% son asiáticos, el 0.1% son isleños del Pacífico, el 10.0% son de otras razas y el 12.8% son de una mezcla de razas. Del total de la población, el 25.62% son hispanos o latinos de cualquier raza.